# ハスコヴォ州
ハスコヴォ州（ハスコヴォしゅう、ブルガリア語: Област Хасково, ラテン文字転写: Oblast Haskovo、トルコ語: Hasköy ili、ハスキョイ州）は、ブルガリア中南部に位置する州。州都はハスコヴォ。

## 基礎自治体

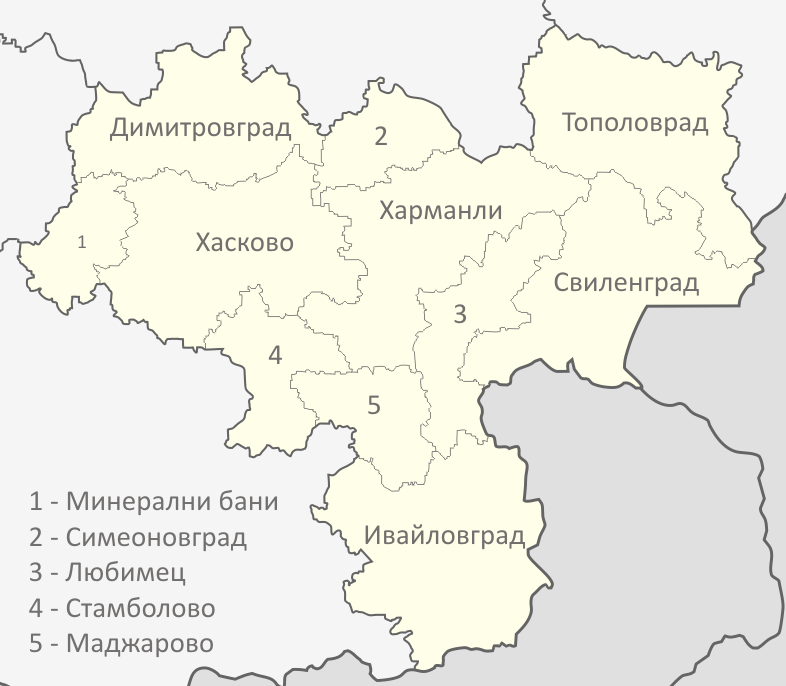
ハスコヴォ州の基礎自治体

- ディミトロヴグラト（Димитровград、Dimitrovgrad）
- ハルマンリ（Харманли、Harmanli）、トルコ語名:ハルマンル（Harmanlı）
- ハスコヴォ（Хасково、Haskovo）、トルコ語名:（Hasköy）
- イヴァイロヴグラト（Ивайловград、Ivaylovgrad）、トルコ語名:（Ortaköy）
- リュビメツ（Любимец、Lyubimets）、トルコ語名:（Habibçeoba）
- マジャロヴォ（Маджарово、Madzharovo）
- ミネラルニ・バニ（Минерални бани、Mineralni Bani）、トルコ語名:（Meriçler）
- シメオノヴグラト（Симеоновград、Simeonovgrad）、トルコ語名:（Seymen）
- スタンボロヴォ（Стамболово、Stambolovo）、トルコ語名:（）
- スヴィレングラト（Свиленград、Svilengrad）、トルコ語名:（Mustafapaşa）
- トポロヴグラト（Тополовград、Topolovgrad）、トルコ語名:（Kavaklı）

## 地理
ハスコヴォ州はロドピ山脈の北側に位置している。西にはクルジャリ州、プロヴディフ州、北にはスタラ・ザゴラ州、スリヴェン州、東にはヤンボル州と接し、南東から南にかけてはギリシャ、およびトルコとの国境となっている。全体的に丘陵地帯となっており、州の中央を流れるマリツァ川周辺は標高の低い土地が広がっている。スヴィレングラトはトルコとの国境の町であり、幹線道路や鉄道がトルコのエディルネへ伸びている。その先にはイスタンブールやギリシャ北部へつながっており、ブルガリアの陸上物流の重要な中継点となっている。

## 歴史
古代より人が居住していたことが知られており、トラキア人、古代ギリシャ、古代ローマ帝国などさまざまな時代の遺跡が見つかっている。ハスコヴォの町は9世紀に第一次ブルガリア帝国がこの地に要塞を築いたのが始まりであり、14世紀にオスマン帝国の支配下に入ると町にはエスキ・ジャミ（Eski Cami）と呼ばれるモスクが建設された。ハスコヴォはかつてハスキョイという名前で呼ばれ、その名前の由来となった「ハス」（Has）という語は「所有」を表すアラビア語、あるいは「清浄な」をあらわすトルコ語であると考えられる。「キョイ」（köy）とはトルコ語で「村」のことである。つまりハスキョイとは「属領」あるいは「清浄な村」という意味合いで命名されたと推定される。ブルガリアがオスマン帝国から独立して以降、「村」を表すトルコ語の「キョイ」はブルガリア語の「オヴォ」（-ovo）に置き換えられ、ハスコヴォという名前になった。

## 人口
ハスコヴォ州の人口は2003年現在277,478人であり、その民族別内訳は次の通りである。
- 224757人（81.0%） ブルガリア人
- 31266人（11.3%） トルコ人
- 17089人（6.2%） ロマ

## ギャラリー

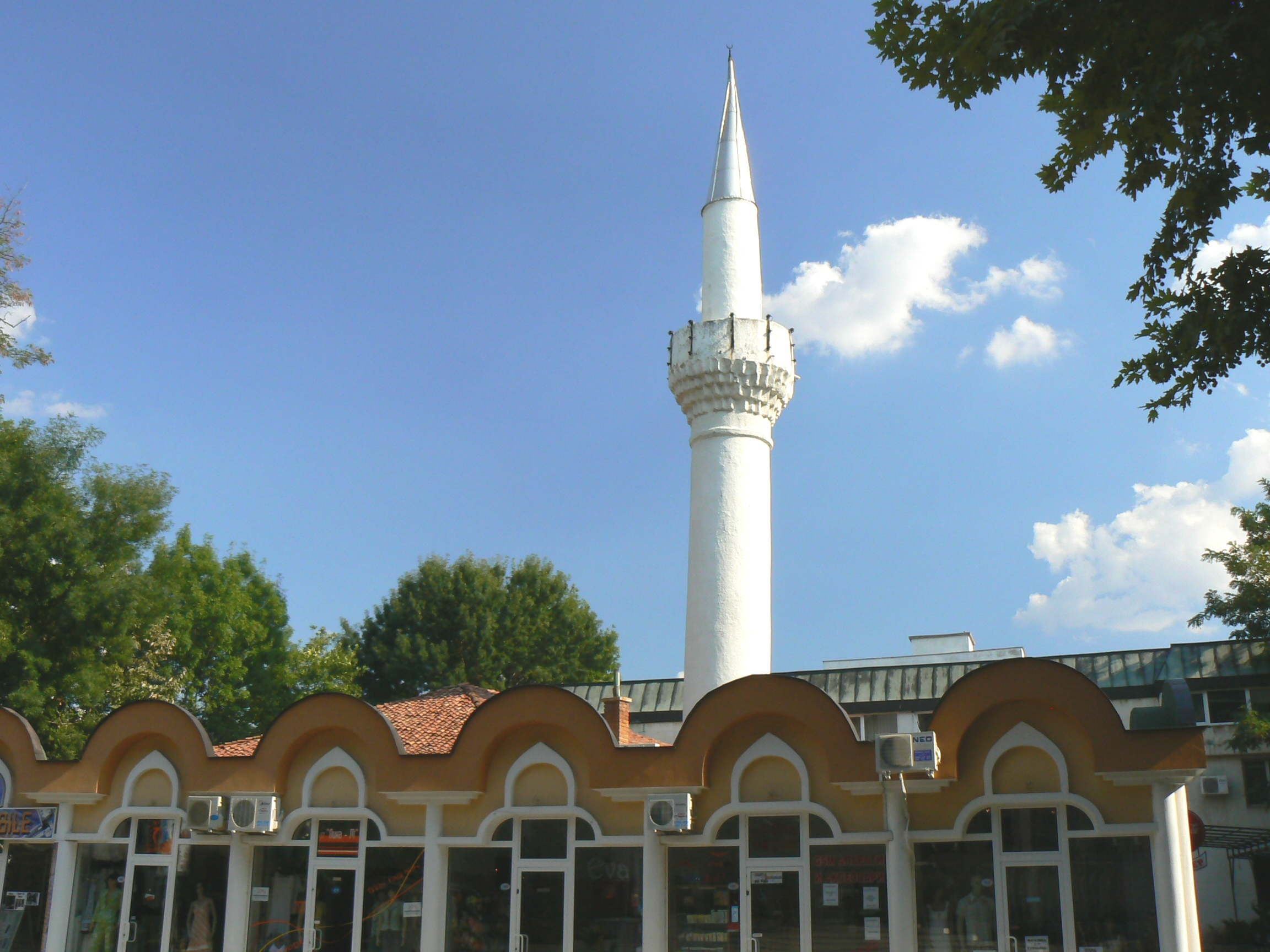
ハスコヴォのエスキ・ジャミはオスマン帝国支配時代に建てられたモスク
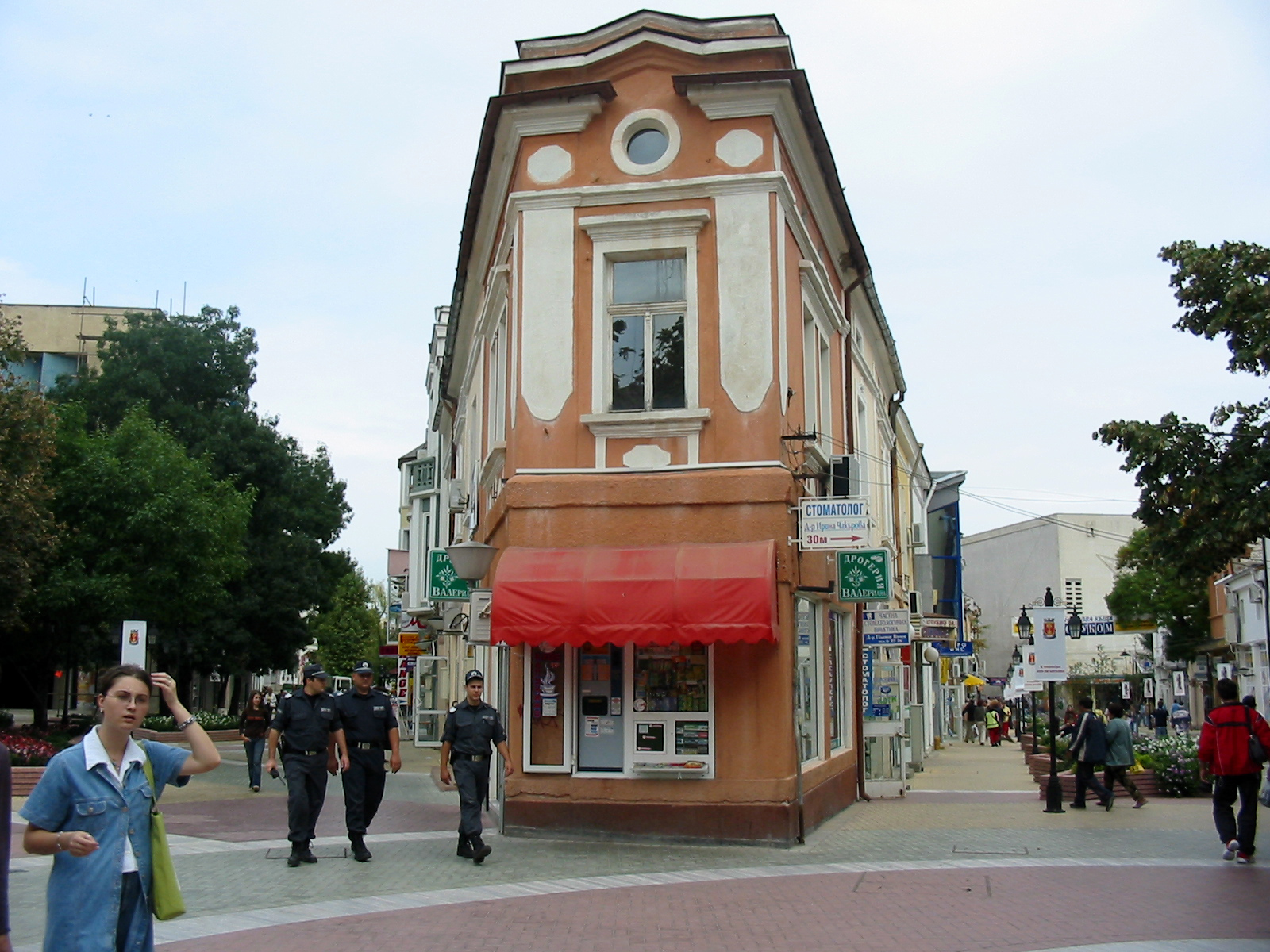
ハスコヴォの中心
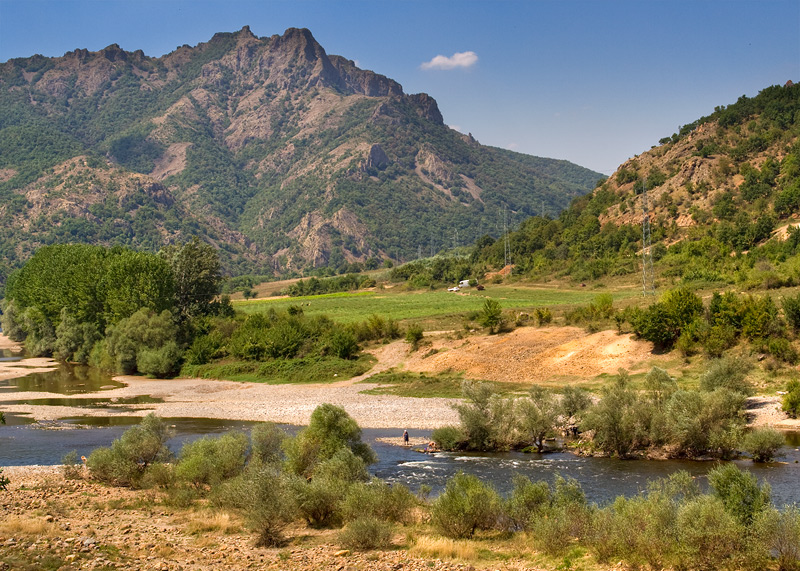
マジャロヴォ
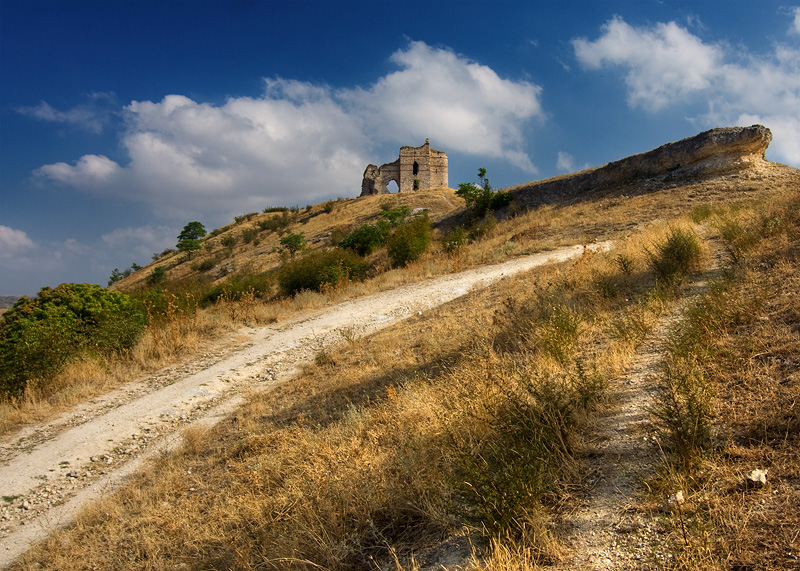
スヴィレングラトの城跡